# Culicoides arubae
Culicoides arubae is een muggensoort uit de familie van de knutten (Ceratopogonidae). De wetenschappelijke naam van de soort is voor het eerst geldig gepubliceerd in 1944 door Fox and Hoffman.